# Ancey
Ancey ist eine französische Gemeinde mit 451 Einwohnern (Stand 1. Januar 2022) im Département Côte-d’Or in der Region Bourgogne-Franche-Comté. Sie gehört zum Arrondissement Dijon und zum Kanton Talant. Einwohner der Gemeinde werden Antinniennes genannt.
Umgeben wird Ancey von der Gemeinde Pasques im Norden, von Lantenay im Osten, von Sainte-Marie-sur-Ouche im Süden und von Savigny-sous-Mâlain im Westen.

## Einzelnachweise

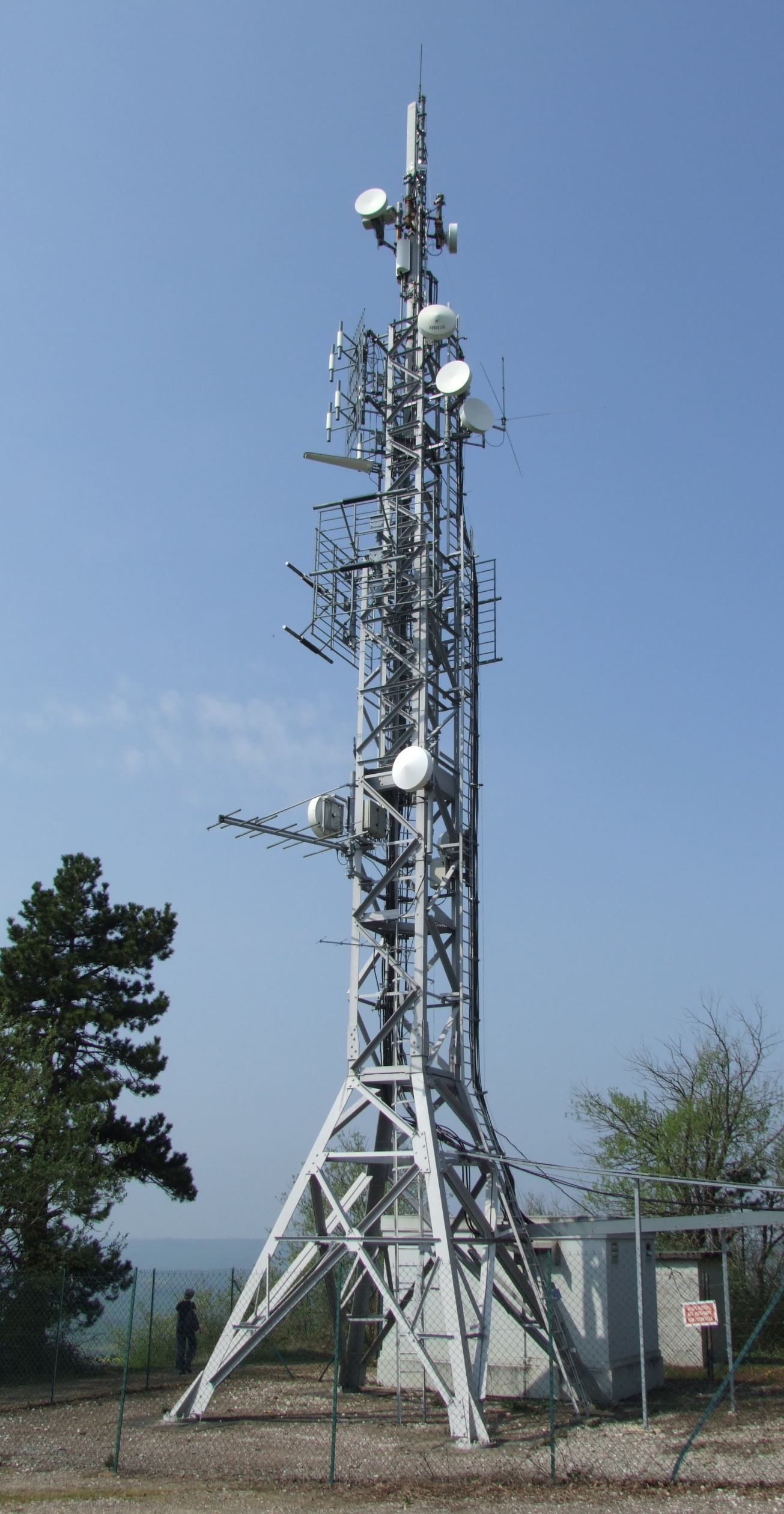
Funkturm Ancey

## Bevölkerungsentwicklung
| Jahr                       | 1962 | 1968 | 1975 | 1982 | 1990 | 1999 | 2009 | 2016 | 2019 |
| Einwohner                  | 246  | 244  | 217  | 254  | 297  | 345  | 377  | 438  | 450  |
| Quellen: Cassini und INSEE |      |      |      |      |      |      |      |      |      |